# Eustace John Smith
Eustace John Smith OFM (ur. 22 sierpnia 1908 w Medford, zm. 13 czerwca 1975) – amerykański duchowny rzymskokatolicki, franciszkanin, misjonarz, wikariusz apostolski Bejrutu.

## Biografia
12 czerwca 1934 otrzymał święcenia prezbiteriatu i został kapłanem Zakonu Braci Mniejszych.
8 grudnia 1955 papież Pius XII mianował go wikariuszem apostolskim Bejrutu oraz biskupem tytularnym Apamea Cibotus. 2 lutego 1956 przyjął sakrę biskupią z rąk delegata apostolskiego w Stanach Zjednoczonych abpa Amleto Giovanniego Cicognaniego. Współkonsekratorami byli biskup pomocniczy archidiecezji waszyngtońskiej John Michael McNamara oraz biskup pomocniczy diecezji Buffalo Leo Richard Smith.
Jako ojciec soborowy wziął udział w soborze watykańskim II. Na emeryturę przeszedł w 1973.